# Me Me Me
Me Me Me byla přechodná britská hudební skupina, kterou tvořili Stephen Duffy z Duran Duran (vokály, kytara), Alex James z Blur (vokály, baskytara), Justin Welch ze skupiny Elastica (vokály, kytara) a Jamesův přítel Charlie Bloor (uváděn jako "hudebník"). Hudebně se pohybovali v žánru britpop a patřili mezi takzvané superskupiny, které se skládají z členů s úspěšnými sólo kariérami.
Skupina byla aktivní pouze v roce 1996 a 5. srpna téhož roku vydala první a zároveň jediný singl Hanging Around, jehož nejvyšší umístění v britském žebříčku singlů bylo na 19. příčce. Písně byly původně nahrány jako soundtrack pro film Damiena Hirsta Hanging Around , který byl poprvé uveden na výstavě Spellbound Exhibition, jež se konala v Londýně v březnu 1996. Hlavní stopu produkovali členové skupiny, zbytek byl dílem producenta Stephena Streeta.